# 卡西 (罗讷河口省)
卡西，又译卡西斯（法語發音：[kasi]）是法国普罗旺斯-阿尔卑斯-蓝色海岸大区罗讷河口省的一个市镇，属于马赛区。

## 地名
该地名“Cassis”发音为[kasi]，末尾字母“s”不发音，《世界地名翻译大辞典》与《世界地名译名词典》将其误译作“卡西斯”。

## 地理
卡西（43°12'56"N, 5°32'14"E）面积26.87 平方千米，位于法国普罗旺斯-阿尔卑斯-蓝色海岸大区罗讷河口省，该省份为法国东南部沿海省份，北起沃克吕兹省，西接加尔省，南濒地中海，东临瓦尔省。
与卡西接壤的市镇（或旧市镇、城区）包括：欧巴涅、塞雷斯特、拉西奥塔、罗克福尔-拉贝杜勒、普罗旺斯地区卡努、马赛。

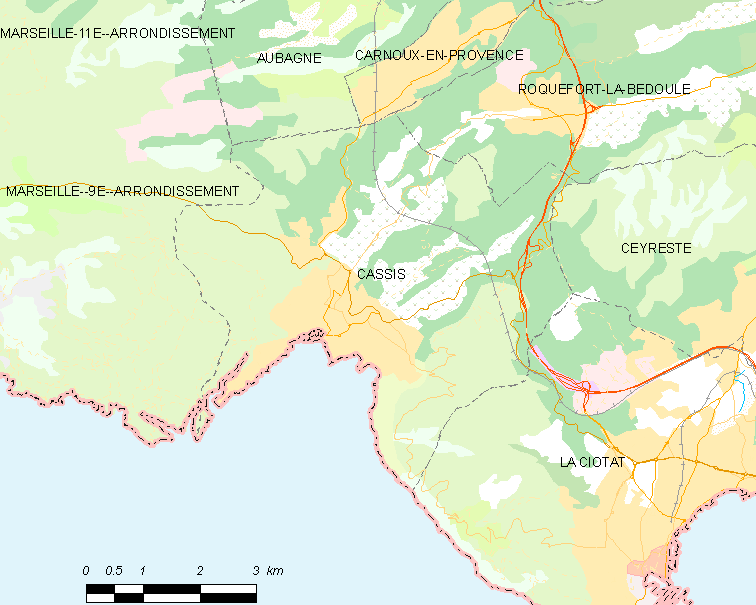
的OSM定位图

卡西的时区为UTC+01:00、UTC+02:00（夏令时）。

## 行政
卡西的邮政编码为13260，INSEE市镇编码为13022。

## 政治
卡西所属的省级选区为拉西奥塔县。

## 人口

1962-2008年间人口变化图示

卡西于2022年1月1日时的人口数量为6706人。